# Município de Harrison (condado de Carroll, Ohio)
O município de Harrison (em inglês: Harrison Township) é um município localizado no condado de Carroll no estado estadounidense de Ohio. No ano de 2010 tinha uma população de 2.478 habitantes e uma densidade populacional de 30,51 pessoas por km².

## Geografia
O município de Harrison encontra-se localizado nas coordenadas 40° 36′ 18″ N, 81° 09′ 24″ O. Segundo a Departamento do Censo dos Estados Unidos, o município tem uma superfície total de 81.23 km², da qual 81,08 km² correspondem a terra firme e (0,18 %) 0,15 km² é água.

## Demografia
Segundo o censo de 2010, tinha 2.478 pessoas residindo no município de Harrison. A densidade populacional era de 30,51 hab./km².